# Sean Michaels
Sean Michaels, pseudonimo di Andre Allen (New York, 20 febbraio 1958), è un attore pornografico e regista pornografico statunitense.

## Biografia
In giovane età si trasferì dal quartiere Brooklyn di New York a Los Angeles per iniziare la sua carriera nel mondo del cinema porno. Le sue specialità furono fin dall'inizio le scene di sesso interrazziale nelle quali veniva coinvolto insieme a celebri pornoattrici di pelle bianca come Nina Hartley, Ashlyn Gere, Moana Pozzi, Chessie Moore, Ginger Lynn e Ilona Staller. Dal 1991 si cimenta anche nella regia di film porno nei quali recita ed è apparso in circa 700 film a luci rosse diventando uno degli attori di colore più celebri del settore. Ha realizzato le serie Up Your Ass #1 - #8 (1996) e We Go Deep (1999) con le quali ha creato la sua propria compagnia di produzione, la Sean Michaels International.
All'inizio della sua carriera Michaels veniva spesso accreditato come il figlio dell'ex attore porno Long Dong Silver (Daniel Arthur Mead) nonostante fosse più vecchio di due anni rispetto a Mead.
Secondo la Adult Film News Web Page, nel 2003, Michaels è stato citato in giudizio dalla World Wrestling Entertainment e diffidato dall'utilizzare il suo nome d'arte ritenuto troppo simile a quello del wrestler WWE Shawn Michaels. La causa non ha però avuto seguito, in quanto, Sean aveva registrato il suo nome d'arte sotto copyright, mentre Shawn Michaels non aveva nessun controllo sul suo ring name.
È celebre nell'ambiente per la misura ragguardevole del suo pene, circa 28 centimetri in erezione completa.
Michaels è membro delle Hall of Fame AVN, e XRCO.

## Riconoscimenti
AVN Awards
- 1995 - Hall of Fame[5]
- 1996 - Best Group Sex Scene - Video per World Sex Tour 1 con Stephanie Sartori con Erika Bella e Mark Davis[6]
- 1998 - Best Anal Sex Scene (video) per Butt Banged Naughty Nurses con Careena Collins e Mark Davis[7]
- 1999 - Best Anal Sex Scene (video) per Tushy Heaven con Alisha Klass e Samantha Stylee[8]
- 1999 – Best Group Sex Scene (video) per Tushy Heaven con Alisha Klass e Samantha Stylee, Halli Aston e Wendy Knight[8]
- 2010 – Best Double Penetration Sex Scene per Bobbi Starr & Dana DeArmond's Insatiable Voyage con Bobbi Starr e Mr. Marcus[9]

XRCO Award
- 1994 - Woodsman of the Year[10]
- 1994 – Best Group Sex Scene per Slave To Love con Brittany O'Connell, Beatrice Valle, Jalynn, Sierra, Kitty Jung, Peter North, Randy Spears e T.T. Boy[11]
- 1994 – Best Anal Sex Scene per Arabian Nights con Porsche Lynn e Julian St. Jox[12]
- 1999 XRCO Award – Best Anal/DP Scene per Tushy Heaven con Samantha Stylee e Alisha Klass[13]
- 2000 - Hall of Fame[14]

NightMoves Award
- 2002 - Best Actor[15]
- 2003 - Best Director[16]
- 2007 - Hall of Fame[17]

Transgender Erotica Awards
- 2020 - Best Non TS Male Performer[18]

## Filmografia

### Attore
- Blacks and Blondes 15 (1984)
- Blacks and Blondes 17 (1985)
- Blacks and Blondes 20 (1985)
- Men in Control (1988)
- Between A Rock And A Hot Place (1989)
- Blackman (1989)
- Calda Pioggia di Sesso (1989)
- Easy Way Out (1989)
- For Your Lips Only (1989)
- Head Nurse (1989)
- I Dream of Christy (1989)
- Little Miss Dangerous (1989)
- Lonely is The Night (1989)
- Night Lessons (1989)
- Savage Fury 2 (1989)
- Tequila Sunset (1989)
- Who Shaved Cassie Nova (1989)
- Wives of the Rich And Famous (1989)
- Ambushed (1990)
- American Dream Girls (new) (1990)
- Anal Angels 2 (1990)
- Anything Butt Love (1990)
- Backdoor to Hollywood 13 (1990)
- Bad Habits (1990)
- Barbarella e Miss Pomodoro (1990)
- Black and Gold (1990)
- Black in the Saddle (1990)
- Black Jack (1990)
- Blacks and Blondes: The Movie (1990)
- Buns 'n Roses (1990)
- Butt Naked (1990)
- Candy Ass (1990)
- Changing Partners (1990)
- Cheeks 3 (1990)
- Con Jobs (1990)
- Crack Of Dawn (1990)
- Date with the Devil (1990)
- Depraved (1990)
- Dong Show 1 (1990)
- Down 4 Bizness (1990)
- Earthquake Girls (1990)
- East L.A. Law (1990)
- Family Affairs (1990)
- Farmer's Daughter 2 (1990)
- Girls of Double D 12 (1990)
- Girls of Double D 14 (1990)
- Hardcore Honeys (1990)
- Have I Got A Girl For You (1990)
- Hollywood Hustle 1 (1990)
- Hot Meat (1990)
- Hustler (1990)
- I Vizi Trans Di Moana (1990)
- Images Of Desire (1990)
- Intimate Affairs (1990)
- Jailhouse Blues (1990)
- Jonny Lovesome: Sexy Spies (1990)
- Jonny Lovesome: The Revenge (1990)
- Laze (1990)
- Lifeguard (1990)
- Lottery (1990)
- Love Ghost (1990)
- Love Shack (1990)
- Love Thirsty (1990)
- Midnight Fire (1990)
- Mummy Dearest 1 (1990)
- Nasty as She Wants to Be (1990)
- Nasty Girls (1990)
- Nasty Girls 2 (1990)
- Nasty Girls 3 (II) (1990)
- Naughty Nineties (1990)
- Oh What A Night (1990)
- Oral Support (1990)
- Passionate Lovers (1990)
- Pleasure Principle (1990)
- Public Enemy (1990)
- Saki's House Party (1990)
- Sea Of Love (1990)
- Sea Of Lust (1990)
- Secret Obsession (1990)
- Sex and Crime (1990)
- Sex And Other Games (1990)
- Sexy Hookers Society (1990)
- Sexy Nurses on and off Duty (1990)
- Shadow Dancers 1 (1990)
- Shadow Dancers 2 (1990)
- Shake Well Before Using (1990)
- Shaving (1990)
- Smart Ass Enquirer (1990)
- Some Like It Hot (1990)
- Sporting Illustrated (1990)
- Straight To Bed 1 (1990)
- Summer Dreams (1990)
- Swedish Erotica Featurettes 5 (1990)
- Tail of the Scorpion (1990)
- Things Mommy Taught Me (1990)
- Touch Of Gold (1990)
- Wanda Does Transylvania (1990)
- Wanda Whips the Dragon Lady (1990)
- Who Reamed Rosie Rabbit 2 (1990)
- Wild Side (1990)
- World Cup (1990)
- 40 the Hard Way (1991)
- All American Girl (1991)
- All Inside Eva (1991)
- Amateur Hours 48 (1991)
- Anal Attack (1991)
- Anal Climax 1 (1991)
- Anal Encounters 3 (1991)
- Anal Fury (1991)
- Anal Revolution (1991)
- Anal Starlets (1991)
- Anus Family (1991)
- Babes (1991)
- Back Doors (1991)
- Backdoor Service (1991)
- Backpackers 3 (1991)
- Bianca Trump's Tower (1991)
- Black and Blue (1991)
- Black Balled (1991)
- Black in the Saddle Again (1991)
- Black Jack City 1 (1991)
- Black Mariah (1991)
- Black Obsession (1991)
- Black und Lecker (1991)
- Black Vibrations (1991)
- Blazing Butts (1991)
- Blond Temptation (1991)
- Body Triple (1991)
- Breast Things In Life Are Free (1991)
- Caught from Behind 14 (1991)
- Caught from Behind 15 (1991)
- Cock Tale (1991)
- College Girl (1991)
- Danger Zone (1991)
- Deep Cheeks (1991)
- Dirty Little Movies (1991)
- Dream Girl (1991)
- Dream Lover (1991)
- Euro Flesh 14: Rocco Unleashed (1991)
- Fanny Annie (1991)
- Ferien Sex in Budapest (1991)
- Foreign Bodies (1991)
- Girlz n the Hood 1 (1991)
- Hardcore Restaurant (1991)
- Hate To See You Go (1991)
- Heartbreaker (1991)
- Heavy Petting (1991)
- Home But Not Alone (1991)
- Hot Meat (new) (1991)
- Hurts So Good (1991)
- Into the Blue (1991)
- Italian Inferno (1991)
- Jewel of the Orient (1991)
- Juicy Treats (1991)
- Lascivious Ladies of Dr. Lipo (1991)
- Lonely is The Night (new) (1991)
- Malibu Spice (1991)
- Maltese Phallus (1991)
- Memories of Dolly 1 (1991)
- Miss Adventures (new) (1991)
- Model (1991)
- Mr. Peepers Nastiest 5 (1991)
- Mr. Peepers' Amateur Home Videos 13: Backdoor Doctor (1991)
- Naked Bun 2 1/2 (1991)
- Nasty Calendar (1991)
- Night Cruising (1991)
- Nothing Personal (1991)
- Obsession (1991)
- Oral Madness 1 (1991)
- Oral Madness 2 (1991)
- Other Side of Debbie (1991)
- Outlaw (1991)
- Pasadena Pool-Party (1991)
- Perfect Girl (1991)
- Potere (1991)
- Private Affairs 1 (1991)
- Private Affairs 2 (1991)
- Private Affairs 3 (1991)
- Queen Of Hearts 2 (1991)
- Quodoushka (1991)
- Raunch 4 (1991)
- Realities 1 (1991)
- Robin Head (1991)
- Sandwich Party (1991)
- Secret Dreams (1991)
- Sex Pistol (1991)
- Sex She Wrote (1991)
- Sex Symbol (1991)
- Shameless (1991)
- Sins of Tami Monroe (1991)
- Sound of Sex (1991)
- Step To The Rear (1991)
- Summer's End (1991)
- Sunny After Dark (1991)
- Tequila Sunset (new) (1991)
- Titillation 3 (1991)
- Twilight (1991)
- Unersattlichen 1 (1991)
- Unersattlichen 2 (1991)
- Untamed Passion (1991)
- Valley of the Sluts (1991)
- Visions of Sex (1991)
- Wild and Hard (1991)
- Wild Goose Chase (1991)
- Will And Ed's Excellent Boner Christmas (1991)
- With Love From Ashlyn (1991)
- Wives of the Rich And Famous (new) (1991)
- Wizzard of Dolls (1991)
- Wonder Rears (1991)
- You Can Touch This (1991)
- 2 Hung 2 Tongue (1992)
- 900 Desert Strip (1992)
- Adult Video News Awards 1992 (1992)
- Adventures of Seymore Butts (1992)
- Amateur Home Video 15: That's the Way (1992)
- Ambitious Blondes (1992)
- Anal Analysis (1992)
- Anal Delights 2 (1992)
- Anal International (1992)
- Anal Kitten (1992)
- Anal Obsession (1992)
- Anal Rampage 1 (1992)
- Anal Rookies 1 (1992)
- Anal Savage (1992)
- Anal Sluts And Sweethearts 1 (1992)
- Anal Thrills (1992)
- Anal Versuch (1992)
- Anale Wahnsinn (1992)
- Analverkehrsschule (1992)
- Ass Capades (1992)
- Baby Nata per Godere (1992)
- Backdoor Black 1 (1992)
- Behind the Scenes (1992)
- Black By Popular Demand (1992)
- Black Jack City 2 (1992)
- Black Studies (1992)
- Black Velvet (1992)
- Blowjob Bonnie (1992)
- Bubbles (II) (1992)
- Bunz Eye (1992)
- Butt's Up Doc 1 (1992)
- Butt's Up Doc 3 (1992)
- Buttman Versus Buttwoman (1992)
- Buttman's Revenge (1992)
- Can't Touch This (1992)
- China Black (1992)
- Dark Justice (1992)
- Devil Made Her Do It (1992)
- Dirty Girls (1992)
- Dirty Woman 3 (1992)
- Dirty Woman 4 (1992)
- Donna di Cuori (1992)
- Double Penetration 4 (1992)
- Drivin' Miss Daisy Crazy Again (1992)
- Ebony Love (1992)
- Erotica (1992)
- Feuchte Begierde (1992)
- Feuchte Traume (1992)
- Freche Teenies treiben's wild (1992)
- Fresh Tits Of Bel Air (1992)
- Full Blown (1992)
- Gang Bang Fury 1 (1992)
- Gang Bang Pussycat (1992)
- Gang Bang Thrills (1992)
- Gangbang Girl 5 (1992)
- Gangbang Girl 6 (1992)
- Gangbang Girl 7 (1992)
- Gangbang Girl 8 (1992)
- Girlz n the Hood 2 (1992)
- Gruppensex Total 1 (1992)
- Heisse Hausfrauen (1992)
- Hot Sweet And Sticky (1992)
- House Pet (1992)
- Im Reich der Lust (1992)
- In Loving Color 1 (1992)
- In Loving Color 2 (1992)
- In Loving Color 3 (1992)
- In Your Face 1 (1992)
- Jugsy (II) (1992)
- Jungle Beaver (1992)
- Jungle Jive (1992)
- Keep On Fucking (1992)
- Last Girl Scout (1992)
- Lustguru (1992)
- Manbait 2 (1992)
- Mo' Booty (1992)
- Moon Goddesses (1992)
- Night Creatures (1992)
- Nightmare on Dyke Street (1992)
- On Trial 3 (1992)
- On Trial 4 (1992)
- Oral Majority 9 (1992)
- Oral Support (new) (1992)
- Oriental Temptations (1992)
- Parties Culieres a Las Vegas 1 (1992)
- Phallus in Pussyland (1992)
- Potenz (1992)
- Prelude (1992)
- Principles Of Lust (1992)
- Private Affairs 6 (1992)
- Private Affairs 7 (1992)
- Private Fantasies 8 (1992)
- Private Moments 2: The Story Continues (1992)
- Private Moments 3 (1992)
- Read My Lips (1992)
- Ready Willing And Anal (1992)
- Ride 'em Hard (1992)
- Rock Her (1992)
- Roman Goddess (1992)
- Sarah - The Young One 3 (1992)
- Sarah - The Young One 4 (1992)
- Sarah Young Collection 6 (1992)
- Sarah Young's Private Fantasies 10 (1992)
- Sarah Young's Private Fantasies 12 (1992)
- Sarah Young's Private Fantasies 7 (1992)
- Sarah Young's Private Fantasies 9 (1992)
- Sex Hypnosis (1992)
- Sex Service (1992)
- Sex Symphony (1992)
- Sex-Therapie (1992)
- Sexluder aus der 10B (1992)
- Sexwahn (1992)
- Silver Seduction (1992)
- Slipping It In (1992)
- Sperminator Cums Again 1 (1992)
- Street Angels (1992)
- Sweet as Honey (1992)
- Taken From Behind 3 (1992)
- Tight Pucker (1992)
- Two Sisters (1992)
- Unersattliche Generation (1992)
- Versaute Huhner (1992)
- Waterbabies 2 (1992)
- White Men Can't Hump (1992)
- Women's Penitentiary (1992)
- 2 Of A Kind (1993)
- 9 1/2 Days 1 (1993)
- 9 1/2 Days 2 (1993)
- 9 1/2 Days 3 (1993)
- 9 1/2 Days 5 (1993)
- America's Raunchiest Home Videos 63 (1993)
- Anal Climax 3 (1993)
- Anal Co-ed (1993)
- Anal Diary of Misty Rain (1993)
- Anal Sensations (1993)
- Anal Siege (1993)
- Anal Sluts And Sweethearts 2 (1993)
- Anal Team (1993)
- Anal Thunder 1 (1993)
- Anal Virgin (1993)
- Anal Vision 13 (1993)
- Anal Vision 9 (1993)
- Anal With An Oriental Slant (1993)
- Anus and Andy (1993)
- Arabian Nights (1993)
- Asian Appetite (1993)
- Backdoor Black 2 (1993)
- Bananen Sandwich (1993)
- Best Of Black Anal (1993)
- Best of Bloopers (1993)
- Between A Rock And A Hot Place (new) (1993)
- Bigger They Come (1993)
- Black Booty (1993)
- Black Buttman 1 (1993)
- Black For More (1993)
- Black Velvet 2 (1993)
- Blues (1993)
- Body of Innocence (1993)
- Booby Prize (1993)
- Brother Act (1993)
- Butts Afire (1993)
- Buttwoman's Favorite Endings (1993)
- California Cruizin: Slummin' Hood Girlz (1993)
- Crimson Kiss (1993)
- Dark Obsessions (1993)
- Dear John (1993)
- Diamond Collection Double X 77 (1993)
- Dick and Jane Sneak on the Set (1993)
- Ekstase zu Dritt 13 (1993)
- Faithless Companions (1993)
- From a Whisper to a Scream (1993)
- Gangbang Girl 12 (1993)
- Geile Groupies (1993)
- Have I Got A Girl For You (new) (1993)
- Intimité violée par une femme 11 (1993)
- Jam (1993)
- Jennifer 69 (1993)
- Knockin Da Booty (1993)
- Last Good Sex (1993)
- Little Magicians (1993)
- Love Doctor (1993)
- Lust auf Sandwich (1993)
- Lust auf Sauereien (1993)
- M Series 13 (1993)
- M Series 14 (1993)
- M Series 4 (1993)
- M Series 5 (1993)
- Memories Of Dolly 2 (1993)
- Mo' White Trash (1993)
- Modern Fucking (1993)
- My Baby Got Back 3 (1993)
- Natural (1993)
- Night Of Passion (1993)
- Nikki's Nightlife (1993)
- Odyssey Group Volume 285 (1993)
- Odyssey Group Volume 301 (1993)
- Perfect Girl (new) (1993)
- Princesa Anal (1993)
- Pussyman 3 (1993)
- Pussyman 4 (1993)
- Radical Affairs 6 (1993)
- Raunchy Rachel (1993)
- Ring Of Passion (1993)
- Sarah Young's Private Fantasies 17 (1993)
- Sarah Young's Private Fantasies 18 (1993)
- Sarah Young's Private Fantasies 19 (1993)
- Sarah Young's Private Fantasies 20 (1993)
- Sarah Young's Private Fantasies 21 (1993)
- Sarah Young's Private Fantasies 22 (1993)
- Sarah Young's Private Fantasies 23 (1993)
- Sarah Young's Private Fantasies 24 (1993)
- Sarah Young's Private Fantasies 25 (1993)
- Sarah Young's Private Fantasies 26 (1993)
- Sarah Young's Private Fantasies 27 (1993)
- Sarah Young's Private Fantasies 28 (1993)
- Sarah Young's Private Fantasies 29 (1993)
- Sarah Young's Private Fantasies 30 (1993)
- Saturday Night Porn 2 (1993)
- Sean Michaels' On The Road 1 (1993)
- Sean Michaels' On The Road 2 (1993)
- Sean Michaels' On the Road 3 (1993)
- Sean Michaels' On The Road 4 (1993)
- Sean Michaels' On The Road 5 (1993)
- Sean Michaels' On The Road 6 (1993)
- Sean Michaels' On The Road 7 (1993)
- Sean Michaels' On The Road 8 (1993)
- Secret Dreams (new) (1993)
- Sex Search (1993)
- Sex Stories (1993)
- Slave to Love (1993)
- Sleepless (1993)
- Sodomania 2 (1993)
- Stroke At Midnight (1993)
- Tail Taggers 101 (1993)
- Tail Taggers 102 (1993)
- Tail Taggers 104 (1993)
- Tail Taggers 105 (1993)
- Take My Wife, Please (1993)
- Toyz (1993)
- Up And Cummers 1 (1993)
- Up And Cummers 5 (1993)
- Whoomp! There She Is (1993)
- Wicked Thoughts (1993)
- Adventures of Buck Naked (1994)
- All That Jizm (1994)
- America's Raunchiest Home Videos 78 (1994)
- American Dream Girls (1994)
- Anal Agony (1994)
- Anal All-Stars (1994)
- Anal Anonymous (1994)
- Anal Asian 2 (1994)
- Anal Blues (1994)
- Anal Breakdown (1994)
- Anal Spitfire (1994)
- Anal Vision 24 (1994)
- Attack of the 50' Hooker (1994)
- Bad Girls 1 (1994)
- Belles à jouir 3 (1994)
- Best of Oriental Anal 1 (1994)
- Best of Oriental Anal 2 (1994)
- Best of Sean Michaels (1994)
- Black Attack (1994)
- Black Beauty (1994)
- Black Detail (1994)
- Black Detail 2 (1994)
- Black Nurse Fantasies (1994)
- Black on Black (II) (1994)
- Black Satin (1994)
- Black Velvet 3 (1994)
- Blackbroad Jungle (1994)
- Blues 2 (1994)
- Booty By Nature (1994)
- Brooklyn Nights (1994)
- Fighette in bicicletta (Butt Banged Bicycle Babes, 1994)
- Butt Sisters Do Cleveland (1994)
- Butts of Steel (1994)
- California Blacks (1994)
- Casting Call 8 (1994)
- Claudia Schafer's Sex Agency (1994)
- Con Jobs (new) (1994)
- Conquest (1994)
- Costa Rica Getaway (1994)
- Costa Rica Studies (1994)
- Crack (1994)
- Dark Room (1994)
- Dead Aim (1994)
- Desert Moon (1994)
- Devil in Grandma Jones (1994)
- Dinner Party 1 (1994)
- Dirty Little Mind (1994)
- Extreme Sex 1: The Club (1994)
- Extreme Sex 2: The Dungeon (1994)
- Gangbang Girl 13 (1994)
- Gangbang Girl 14 (1994)
- Hardcore Honeys (new) (1994)
- Helen's Beauties 3 (1994)
- Hot Malibu (1994)
- Impulse 14: Diabolix (1994)
- Impulse 1: Video Memories Of An Italian Slut (1994)
- In the Bush (1994)
- In the Butt (1994)
- Little Miss Anal (1994)
- M Series 15 (1994)
- M Series 19 (1994)
- M Series 20 (1994)
- M Series 22 (1994)
- Made to Order (1994)
- Makin' It (1994)
- Man Who Loves Women (1994)
- My Baby Got Back 4 (1994)
- Nasty (1994)
- Nasty Nymphos 1 (1994)
- Nasty Nymphos 3 (1994)
- Nasty Nymphos 4 (1994)
- Nasty Nymphos 5 (1994)
- Oral Majority 11 (1994)
- Oral Majority 12 (1994)
- Passion (1994)
- Photo Opportunity (1994)
- Pornomania 1 (1994)
- Private Video Magazine 10 (1994)
- Private Video Magazine 15 (1994)
- Private Video Magazine 9 (1994)
- Pussywoman 2 (1994)
- Put 'em On Da Glass (1994)
- R And R (1994)
- Scorpion's Tale (1994)
- Sean Michaels' On The Road 10 (1994)
- Sean Michaels' On The Road 9 (1994)
- Sean Michaels: Sex Machine (1994)
- Secret Diary (1994)
- Selina's Prey (1994)
- Sex Trek 4 (1994)
- Shoot Your Wad On My Ass (1994)
- Sista Act (1994)
- Sniff Doggystyle (1994)
- Sodomania: Baddest of the Best (1994)
- Squirts 1 (1994)
- Super Vixens 5 (1994)
- Sweet Sweetback 2: Double Thaanging Dat Black Hole (1994)
- Sweet Sweetback's Big Bone (1994)
- Tail Taggers 108 (1994)
- Takin' It To The Limit 1 (1994)
- Takin' It To The Limit 2 (1994)
- Tight Tushies (1994)
- Treasure Chest (1994)
- Triple Play 60: Interracial Facial (1994)
- Up And Cummers 13 (1994)
- Up And Cummers 6 (1994)
- Voyeur 2 (1994)
- Witness for the Penetration (1994)
- Women of Color 1 (1994)
- Women of Color 2 (1994)
- Yo Yo Yo (1994)
- Adventures of Mr. Tootsie Pole 1 (1995)
- Adventures of Mr. Tootsie Pole 2 (1995)
- After Midnight (1995)
- Akte Anal (1995)
- Amadeus Mozart (1995)
- Anal Adventures of Bruce Seven (1995)
- Anal Generation (1995)
- Anal Palace (1995)
- Anal Pussycat (1995)
- Anal Sluts And Sweethearts 3 (1995)
- Arabian Nights (1995)
- Artist (1995)
- Ashlyn Rising (1995)
- Best of Claudia Schafer (1995)
- Black Analyst 2 (1995)
- Black Babewatch 1 (1995)
- Black Buttman 2 (1995)
- Black Studs And Little White Trash (1995)
- Booty Ho 2 (1995)
- Brothers Bangin (1995)
- Budapest by Night (1995)
- Butt Sisters Do Baltimore (1995)
- Butt Sisters Do Chicago (1995)
- Crociera Erotica (1995)
- Cumming to Ibiza 1 (1995)
- Cumming to Ibiza 2 (1995)
- Deep Inside Jennifer Stewart (1995)
- Deep Inside Nicole London (1995)
- Defying The Odds (1995)
- Dr. Rear (1995)
- Electropussy (1995)
- Extreme Sex 3: Wired (1995)
- Fantasies Of Alicia (1995)
- Gangbang Girl 15 (1995)
- Gangbang Girl 16 (1995)
- Jug Humpers (1995)
- Kissing Fields (1995)
- Lana Exposed (1995)
- Le best of des stars chez Nanou 2 (1995)
- Le best of des stars de Laetitia (1995)
- Memories Of An Italian Slut (1995)
- Money Money Money (1995)
- More Than a Whore (1995)
- My Baby Got Back 5 (1995)
- My Baby Got Back 6 (1995)
- Nasty Nymphos 10 (1995)
- Nasty Nymphos 11 (1995)
- Nasty Nymphos 7 (1995)
- Nasty Nymphos 8 (1995)
- Nasty Nymphos 9 (1995)
- Nurses Are Cumming 2 (1995)
- Overtime 4: Oral Hijinx (1995)
- Parties Culières à Las Vegas 5 (1995)
- Passion in Venice (1995)
- Profiles 3: House Dick (1995)
- Robin Hood (1995)
- Rocco's Hot Pursuit (1995)
- Saki's Private Party (1995)
- Secret Diary Chapter 2 (1995)
- Sex In Black And White (1995)
- Sex Trek 5 (1995)
- Sherlock Homie (1995)
- Sista 2 (1995)
- Snow White and 7 Dwarfs (1995)
- Sweet Sweetback 3: Sho' Nuff Got Dat Woodski (1995)
- Takin' It To The Limit 3 (1995)
- Teresa's Finest (1995)
- Thief, the Girl and the Detective 2: Tales from the Shade (1995)
- Two Sides of a Lady (1995)
- Unplugged (1995)
- Whoreo (1995)
- World Sex Tour 1 (1995)
- World Sex Tour 2 (1995)
- You Go Girl (1995)
- Adam And Eve's House Party 2 (1996)
- Adult Video News Awards 1996 (1996)
- Al Terego's Double Anal Alternatives (1996)
- Amateur Auditions (1996)
- Ass Masters 8 (1996)
- Asses Galore 4: Extreme Noise Terror (1996)
- Ben Dover's Alley Cats (1996)
- Best Gang Bangs (1996)
- Beyond Reality 2: Anal Expedition (1996)
- Black Ass Masters 2 (1996)
- Black Ass Masters 4 (1996)
- Black Avenger 1: Titty Romp (1996)
- Black Avenger 2 (1996)
- Butt Row Unplugged (1996)
- Checkmate (1996)
- Cum Sucking Whore Named Francesca (1996)
- Cumback Pussy 1 (1996)
- Cumback Pussy 2 (1996)
- Cumback Pussy 3 (1996)
- Cumback Pussy 5 (1996)
- Dinner Party 2 (1996)
- Director's Wet Dreams (1996)
- Dirty Stories 5 (1996)
- Dr. Freckle And Mr. Jive (1996)
- Dusch Report (1996)
- Ebony Humpers 6 (1996)
- Executions on Butt Row (1996)
- Fame is a Whore on Butt Row (1996)
- Fresh Meat 3 (1996)
- Gangbang Girl 17 (1996)
- Gangbang Girl 18 (1996)
- Gangland Bangers (1996)
- Hells Anals (1996)
- Im Rudel befickt (1996)
- Joey Silvera's Fashion Sluts 8 (1996)
- Luna Chick (1996)
- Macin' (1996)
- Macin' 2: Macadocious (1996)
- Monastero (1996)
- N.B.A. Nuttin' Butt Ass (1996)
- Nasty Nymphos 12 (1996)
- Nasty Nymphos 13 (1996)
- Nasty Nymphos 14 (1996)
- Nasty Nymphos 15 (1996)
- One Night In The Valley (1996)
- Primal Instinct (1996)
- Profiles 7: Sexworld (1996)
- Pussy Hunt 24 (1996)
- Pussyman 14 (1996)
- Pussyman Auditions 16 (1996)
- Sex for Hire 1 (1996)
- Sodomania 17 (1996)
- Sunset's Anal and DP Gangbang (1996)
- Takin' It To The Limit 7 (1996)
- Takin' It To The Limit 8 (1996)
- Takin' It To The Limit 9 (1996)
- Two-pac (1996)
- Two-pac 2 (1996)
- Up Your Ass 1 (1996)
- Up Your Ass 2 (1996)
- Up Your Ass 3 (1996)
- Video Adventures of Peeping Tom 1 (1996)
- Video Adventures of Peeping Tom 2 (1996)
- Virgin Dreams (1996)
- Voyeur 6 (1996)
- Whoren (1996)
- Wild East (1996)
- World Sex Tour 8 (1996)
- 18 and Awesome (1997)
- Anal Jizz Machine (1997)
- Anal Load Lickers 2 (1997)
- Backdoor Bunnies (1997)
- Bad Boyz (1997)
- Beyond Reality 4: Anal Potion (1997)
- Beyond Reality 5: Wizard's Seductions (1997)
- Black Cops in Budapest (1997)
- Bloopers 2 (1997)
- Booty Duty 1 (1997)
- Bottom Dweller 5: In Search Of... (1997)
- Boxer 1 (1997)
- Boxer 2 (1997)
- Brazil on Butt Row (1997)
- Brooke Exposed (1997)
- Butt Banged Naughty Nurses (1997)
- Butt Row Swallowed (1997)
- Butt Row: Eurostyle 1 (1997)
- Buttman's Favorite Big Butt Babes 1 (1997)
- Crossing The Color Line (1997)
- Cum Sucking Whore Named Vanessa Chase (1997)
- Cumback Pussy 10 (1997)
- Cumback Pussy 6 (1997)
- Cumback Pussy 7 (1997)
- Cumback Pussy 8 (1997)
- Cumback Pussy 9 (1997)
- Deep Inside Missy (1997)
- Drop Sex 1 (1997)
- Enchanted (1997)
- Essentially Juli (1997)
- European Meat Market 1: London Broil (1997)
- European Meat Market 2: Royal Rump Roast (1997)
- Face Jam (1997)
- Fresh Meat 4 (1997)
- Freshman Fantasies 2 (1997)
- Gangbang Girl 19 (1997)
- Gangbang Girl 20 (1997)
- Gangbang Girl 21 (1997)
- Gangbang Girl 22 (1997)
- Gluteus To The Maximus (1997)
- Happy Assed Sluts 2 (1997)
- Inner City Black Cheerleader Search 9 (1997)
- International Lovers (1997)
- London Derrieres (1997)
- Lunga Notte (1997)
- Mocha Honey Tunnel (1997)
- Nasty Nymphos 16 (1997)
- Nasty Nymphos 18 (1997)
- Nasty Nymphos 19 (1997)
- Nasty Nymphos 20 (1997)
- New Wave Hookers 5 (1997)
- Nightlife 3 (1997)
- Players Video 2: Centerfold (1997)
- Pornololite debuttanti 25 (1997)
- Private Stories 21 (1997)
- Rear Ended Roommates (1997)
- Sex with Older Women (1997)
- Seymore Butts Does Europe 2 (1997)
- Sodomania 20 (1997)
- Sodomania: Slop Shots 1 (1997)
- Tails of Perversity 2 (1997)
- Tails of Perversity 3 (1997)
- Takin' It To The Limit 10 (1997)
- Takin' It To The Limit: Bruce And Bionca's Favorite Scenes (1997)
- Up And Cummers 40 (1997)
- Up And Cummers 41 (1997)
- Up And Cummers 46 (1997)
- Up Your Ass 4 (1997)
- Up Your Ass 5 (1997)
- Up Your Ass 6 (1997)
- Up Your Ass 7 (1997)
- Voyeur 9 (1997)
- Voyeur's Favorite Blowjobs and Anals 1 (1997)
- Wet Dreams Reel Fantasies (1997)
- Wild Bananas on Butt Row (1997)
- World Sex Tour 11 (1997)
- World Sex Tour 12 (1997)
- World Sex Tour 9 (1997)
- Adventures In Paradise 7 (1998)
- All For You (1998)
- Backseat Driver 1 (1998)
- Barenstark (1998)
- Bikini Sluts (1998)
- Blowjob Fantasies 5 (1998)
- Blown Away 1 (1998)
- Bomb Ass Pussy 2 (1998)
- Booty Duty 2 (1998)
- Booty Duty 4 (1998)
- Booty Duty 5 (1998)
- Bunghole Harlots 4 (1998)
- Butt Row Big Ass Greek Machine (1998)
- Buttman's Big Butt Euro Babes (1998)
- Centerfold (1998)
- Confession of Indecency (1998)
- Cop Sucker (1998)
- Cum Sucking Whore Named Sabrina Johnson (1998)
- Cumback Pussy 11 (1998)
- Cumback Pussy 12 (1998)
- Dinner Party At Six (1998)
- Dirty Dreamers 1 (1998)
- Dirty Dreamers 2: Mind Fuckers (1998)
- Dirty Dreamers 3: Head Rush (1998)
- East Meets West (II) (1998)
- Erotic City 1 (1998)
- Erotic City 2 (1998)
- Erotic City 3 (1998)
- Erotic City 4 (1998)
- Erotic City 5 (1998)
- Erotic City 6 (1998)
- Ethnic Cheerleader Search 2 (1998)
- Experiences 1 (1998)
- Filthy Attitudes 2 (1998)
- Fresh Meat 5 (1998)
- Freshman Fantasies 16 (1998)
- It Don't Matter, Just Don't Bite It 5 (1998)
- Joey Silvera's Favorite Big Ass Asian All-stars (1998)
- Open Wide And Say Ahh! 1 (1998)
- Othello: Dangerous Desire (1998)
- Pickup Lines 22 (1998)
- Pink Hotel on Butt Row 1 (1998)
- Pipelayer (1998)
- Porno Confidential (1998)
- S.M.U.T. 11 (1998)
- S.M.U.T. 5: Rode Hard and Put Away Wet (1998)
- S.M.U.T. 9: Only the Kind (1998)
- Sex Offenders 1 (1998)
- Sex Offenders 2 (1998)
- Sex Offenders 4 (1998)
- Shane's World 13: Best Sex Contest (1998)
- Sinful Desires 1 (1998)
- Sinful Desires 2 (1998)
- Sodomania 23 (1998)
- Sodomania 24 (1998)
- Sodomania Smokin' Sextions 2 (1998)
- Sticky Fingered 2 (1998)
- Tails of Perversity 5 (1998)
- Tushy Heaven (1998)
- United Colors of Private (1998)
- Up And Cummers 48 (1998)
- Up Your Ass 8 (1998)
- Up Your Ass 9 (1998)
- Video Adventures of Peeping Tom 12 (1998)
- Wet Spots 1 (1998)
- Wet Spots 2 (1998)
- Wet Spots 3 (1998)
- Whack Attack 1 (1998)
- Whack Attack 2 (1998)
- 4 Bi 4 (1999)
- Adult Video News Awards 1999 (1999)
- Assgasms 2 (1999)
- Best of Bunghole Fever (1999)
- Butt Banged Hitchhiking Whores (1999)
- Crazy From The Heat (1999)
- Cum Sucking Whore Named Missy (1999)
- Deep Inside Kylie Ireland (1999)
- Dirty Little Sex Brats 3 (1999)
- Dirty Little Sex Brats 6 (1999)
- Dirty Little Sex Brats 8 (1999)
- Ebony Erotica 1 (1999)
- Ebony Erotica 2 (1999)
- Experiences 2 (1999)
- Freshman Fantasies 22 (1999)
- Freshman Fantasies 24 (1999)
- Rocks That Ass 1 (1999)
- Rocks That Ass 2 (1999)
- Rocks That Ass 3 (1999)
- Rocks That Ass 4 (1999)
- Rocks That Ass 5 (1999)
- Rocks That Ass 6: Octoberpussy (1999)
- Rocks That Ass 7 (1999)
- S.M.U.T. 12 (1999)
- Shaft (1999)
- Sodomania: Director's Cut Classics 1 (1999)
- Solveig's Way 2 (1999)
- Submissive Little Sluts 1 (1999)
- Sugar 1 (1999)
- Torn (1999)
- Up Your Ass 10 (1999)
- Up Your Ass 11 (1999)
- Up Your Ass 12 (1999)
- Up Your Ass 13 (1999)
- Voyeur's Favorite Blowjobs and Anals 3 (1999)
- We Go Deep 1 (1999)
- We Go Deep 2 (1999)
- We Go Deep 3 (1999)
- We Go Deep 4 (1999)
- XRCO Awards 1999 (1999)
- 100% Sylvia (2000)
- Backseat Driver 13 (2000)
- Best of My Baby Got Back (2000)
- Chill'in Wit the Mack 1 (2000)
- Cream of Cumback Pussy (2000)
- Cum Shots 1 (2000)
- Cum Shots 2 (2000)
- Cum Sucking Whore Named Tricia Deveraux (2000)
- Dark Side (2000)
- Fuck 'em All 3 (2000)
- Interview With Raylene (2000)
- Naughty Wives Club 1 (2000)
- Naughty Wives Club 2 (2000)
- Naughty Wives Club 3 (2000)
- Naughty Wives Club 4 (2000)
- New Wave Hookers 6 (2000)
- Older Women Hotter Sex (2000)
- Only the A-Hole 17 (2000)
- Players Academy (2000)
- Rocks That Ass 10: For Your Ass Only (2000)
- Rocks That Ass 11: Have a Freak and a Smile (2000)
- Rocks That Ass 12: Golden Ass (2000)
- Rocks That Ass 13: Freak That Ass (2000)
- Rocks That Ass 14: Thunderballs (2000)
- Rocks That Ass 15: Special Ass-ignment (2000)
- Rocks That Ass 16: License to Drill (2000)
- Rocks That Ass 8: Cold Finger (2000)
- Rocks That Ass 9: Mack My Ass Up (2000)
- Sodomania: Slop Shots 8 (2000)
- Submissive Little Sluts 2 (2000)
- Submissive Little Sluts 6 (2000)
- We Go Deep 10 (2000)
- We Go Deep 11 (2000)
- We Go Deep 12 (2000)
- We Go Deep 5 (2000)
- We Go Deep 6 (2000)
- We Go Deep 7 (2000)
- We Go Deep 8 (2000)
- We Go Deep 9 (2000)
- Yo It's Sean Micheals (2000)
- Babyface 1 (2001)
- Buck The Real Wild Wild West (2001)
- Chill'in Wit The Mack 2 (2001)
- Chill'in Wit The Mack 3 (2001)
- Naughty Wives Club 5 (2001)
- New Adventures of Mr. Tootsie Pole 1: Cock Suckers Club (2001)
- New Adventures of Mr. Tootsie Pole 2: Menage a Pole (2001)
- New Adventures of Mr. Tootsie Pole 3: Boner Bizarre (2001)
- Nice Neighbors (2001)
- Rocks That Ass 17 (2001)
- We Go Deep 13 (2001)
- Anal Invasion 2 (2002)
- Balls Deep 5 (2002)
- Big and Bigger (2002)
- Bottom Dweller Orgies (2002)
- Chill'in Wit the Mack 4 (2002)
- Chillin' Wit The Mack 5 (2002)
- Chillin' Wit The Mack 6 (2002)
- Cumback Pussy Platinum 1 (2002)
- Ebony Erotica 3 (2002)
- Ebony Erotica 4 (2002)
- Ebony Erotica 5 (2002)
- Goddess of Love 3 (2002)
- Going Down (2002)
- Naughty Wives Club 10 (2002)
- Naughty Wives Club 6 (2002)
- Naughty Wives Club 7 (2002)
- Naughty Wives Club 8 (2002)
- Naughty Wives Club 9 (2002)
- New Adventures of Mr. Tootsie Pole 4: Cock Slurper Party (2002)
- New Adventures of Mr. Tootsie Pole 5: Fuck Fest (2002)
- Overtime 25 : Wet and Wild (2002)
- Raw Sex 8 (2002)
- Rocks That Ass 18 (2002)
- Rocks That Ass 19: Cumming of Violet Blue (2002)
- Rocks That Ass 20: Spy Who Rocked My Ass (2002)
- Rocks That Ass 21: Asses Are Forever (2002)
- Rocks that Ass 22: Work that Ass (2002)
- Special Auditions 1 (2002)
- Special Auditions 2 (2002)
- Special Auditions 3 (2002)
- Splatterhouse 23 (2002)
- Splatterhouse 24 (2002)
- Sugar 10 (2002)
- Teen Tryouts Audition 14 (2002)
- Tits and Ass 1 (2002)
- Tits and Ass 2 (2002)
- Voyeur's Favorite Blowjobs and Anals 6 (2002)
- We Go Deep 14 (2002)
- We Go Deep 15 (2002)
- We Go Deep 16 (2002)
- We Go Deep 17 (2002)
- We Go Deep 18 (2002)
- 100% Blowjobs 12 (2003)
- Anal Friendly (2003)
- Ass Lickers (2003)
- Ass Lickers 2 (2003)
- Ass Lickers 3 (2003)
- Ass Lickers 4 (2003)
- Backcourt Violation (2003)
- Best of Teen Tryouts Auditions (2003)
- Black and the Blonde 1 (2003)
- Black and the Blonde 2 (2003)
- Black and the Blonde 3 (2003)
- Black Dicks in Asian Chicks 1 (2003)
- Chillin' Wit The Mack 7 (2003)
- Chocolate Cream Pie 4 (2003)
- Double Dippin (2003)
- Ebony Erotica 6 (2003)
- Eighteen 'N Interracial 9 (2003)
- Erosity (2003)
- Hardcore Interracial Sexxx 4 (2003)
- Hellcats 1 (2003)
- Hellcats 2 (2003)
- I Got The Biggest Tits! Wet T-shirt Contest 1 (2003)
- I Got The Biggest Tits! Wet T-shirt Contest 3 (2003)
- I Like It Black and Deep in My Ass 4 (2003)
- Interracial Lust 1 (2003)
- Jet Black Booty (2003)
- Little White Slave Girls 4 (2003)
- Little White Slave Girls 5 (2003)
- Little White Slave Girls 6 (2003)
- Monique's Sexaholics 3 (2003)
- Naughty Wives Club 11 (2003)
- Nina Hartley's Guide to Sensual Submission 1: How to Submit to a Man (2003)
- Once You Go Black 2 (2003)
- Orgy World: The Next Level 5 (2003)
- Panty Snatchers (2003)
- Pussyman's Large Luscious Pussy Lips 5 (2003)
- Race Mixers (2003)
- Rocks That Ass 23: Return of Sean Bond (2003)
- Runaway Butts 7 (2003)
- Skin on Skin (2003)
- Spanish Fly Pussy Search 11 (2003)
- Special Auditions 4 (2003)
- Special Auditions 5 (2003)
- Swedish Erotica 4Hr 24 (2003)
- Swedish Erotica 4Hr 25 (2003)
- Teens Revealed 3 (2003)
- Tongue and Cheek 1 (2003)
- Totally Tiffany 2 (2003)
- Voyeur's Favorite Blowjobs and Anals 7 (2003)
- We Go Deep 19 (2003)
- White Butts Drippin' Chocolate Nuts 1 (2003)
- 5 Star Janine (2004)
- Affirmative Action 3 (2004)
- Anal Beauties (2004)
- Ashley Renee Exposed (2004)
- Best Of Taylor Wane (2004)
- Big White Tits Big Black Dicks (2004)
- Black 'n Blonde Sex Acts 1 (2004)
- Black Dicks in White Chicks 8 (2004)
- Black in the Blondes 1 (2004)
- Black on Black 7 (2004)
- Black Poles Cumming in White Holes (2004)
- Black Up That White Ass 2 (2004)
- Breakin' 'Em In 6 (2004)
- Breakin' 'Em In 7 (2004)
- Butt Lick'in Sweethearts 1 (2004)
- Buttfucked with Stylle (2004)
- Choke It Down (2004)
- Crack Her Jack 3 (2004)
- Cum Swapping Sluts 7 (2004)
- Dirty Blondes And Black Cocks 1 (2004)
- Double Anal Plugged 2 (2004)
- Epic Global Orgies (2004)
- Fashionably Laid (2004)
- Firebush 2 (2004)
- Fitness Sluts 1 (2004)
- Freaks of the Industry 10 (2004)
- Fresh New Faces 4 (2004)
- Fuck Dolls 2 (2004)
- Gang Bang 3 (2004)
- Golden Age of Porn: Victoria Paris (2004)
- Hellcats 4 (2004)
- Hot Ass Latinas 1 (2004)
- Hot Ass Latinas 2 (2004)
- I Like It Black and Deep in My Ass 5 (2004)
- Interracial Lust 3 (2004)
- Jewel De'Nyle's Last Movie (2004)
- Just Jessica Darling (2004)
- Just Over Eighteen 10 (2004)
- Latina Cum Sluts 4 (2004)
- Latina Cum Sluts 5 (2004)
- Lipstick and Lingerie 1 (2004)
- More Cum More Fun 1 (2004)
- More Cum More Fun 2 (2004)
- More Cum More Fun 3 (2004)
- Natural Beauties 1 (2004)
- Natural Beauties 2 (2004)
- Once You Go Black 3 (2004)
- Photographic Mammaries 1 (2004)
- Photographic Mammaries 3 (2004)
- Pigtailed Prick Slaves (2004)
- Rain Coater's Point of View 4 (2004)
- Rocks That Ass 24 (2004)
- Scandal (2004)
- Service Animals 16 (2004)
- Service Animals 17 (2004)
- Sex in the Hood 7 (2004)
- Size Queens 1 (2004)
- So Many White Women So Little Time (2004)
- Swallow My Pride 4 (2004)
- Sweet Ass Candy 1 (2004)
- Sweet Ass Candy 2 (2004)
- Sweet Ass Candy 4 (2004)
- Teens Need Chocolate Cum 2 (2004)
- Trading Races (2004)
- White Chicks Gettin' Black Balled 1 (2004)
- Young Ripe Mellons 5 (2004)
- 1 in the Pink 1 in the Stink 6 (2005)
- Adult Video News Awards 2005 (2005)
- Ass Lickers 5 (2005)
- Assault That Ass 7 (2005)
- Babes in Black (2005)
- Black Ballin' (2005)
- Black Cravings (2005)
- Black Dick in Me POV 1 (2005)
- Black Dick in Me POV 2 (2005)
- Black Dicks in White Chicks 10 (2005)
- Black Dicks in White Chicks 11 (2005)
- Black Dicks in White Chicks 12 (2005)
- Black Dicks in White Chicks 9 (2005)
- Black in the Blondes 2 (2005)
- Black in the Blondes 3 (2005)
- Black in the Crack Black in the Back 1 (2005)
- Black in White 2 (2005)
- Boobaholics Anonymous 1 (2005)
- Buttfucked by a Black Man (2005)
- Chocolate Vanilla Cum Eaters 1 (2005)
- College Call Girls 1 (2005)
- Cum Covered Teens 2 (2005)
- Cum Eaters (2005)
- Cum Swapping Sluts 9 (2005)
- Darkside (2005)
- Double Vag 2 (2005)
- Evil Vault 2 (2005)
- Feed Her Chocolate Seed (2005)
- Fuck Dolls 5 (2005)
- Goddess of Love 1 (2005)
- Goddess of Love 2 (2005)
- Golden Age of Porn: Lynn LeMay and Viper (2005)
- Good Girls Gone Black 1 (2005)
- Good Girls Gone Black 2 (2005)
- Good Girls Gone Black 3 (2005)
- Hot Ass Latinas 3 (2005)
- Hot Ass Latinas 4 (2005)
- I Love It Black 1 (2005)
- I Love It Black 2 (2005)
- Internal Discharge 2 (2005)
- Interracial Hole Stretchers 1 (2005)
- Interracial Hole Stretchers 2 (2005)
- Interracial Hole Stretchers 3 (2005)
- Janine's Been Blackmaled (2005)
- Just Another Whore 2 (2005)
- Lusty Legs 4 (2005)
- Me Luv U Long Time 7 (2005)
- Sean Michaels' POV 1 (2005)
- Sean Michaels' POV 2 (2005)
- Size Queens 2 (2005)
- Spread 'Em Wide 3 (2005)
- Teen Fuck Holes 3 (2005)
- Teen Fuck Holes 4 (2005)
- Ten Little Piggies 7 (2005)
- Young Ripe Mellons 7 (2005)
- Young Tight Latinas 8 (2005)
- Anal Expedition 9 (2006)
- Asian Fever 30 (2006)
- Big Black Wet Tits 3 (2006)
- Big Bubble Butt Cheerleaders 5 (2006)
- Big Bubble Butt Cheerleaders 6 (2006)
- Big Bubble Butt Latin Sluts 1 (2006)
- Big Bubble Butt Latin Sluts 2 (2006)
- Big Butt Bounce 3 (2006)
- Big Butt Shake Off 1 (2006)
- Big Butt Smashdown 7 (2006)
- Big Butt Smashdown 8 (2006)
- Big Phat Apple Bottom Bootys 8 (2006)
- Big Phat Black Wet Butts 6 (2006)
- Big Phat Wet Ass Orgy 3 (2006)
- Big White Wet Butts 7 (2006)
- Big White Wet Sticky Tits (2006)
- Black and White (2006)
- Black Dick For The White Chick 2 (2006)
- Black Dick in Me POV 3 (2006)
- Black Dick in Me POV 4 (2006)
- Black Owned 1 (2006)
- Bubble Butt Teens 2 (2006)
- Bubble Butt Teens 3 (2006)
- Bubble Butt Teens 4 (2006)
- Cream Filled Chocolate Holes 2 (2006)
- Cumshitters 2 (2006)
- Desperate Mothers and Wives 4 (2006)
- Elastic Assholes 4 (2006)
- Fuck (2006)
- Fuck It Like It's Hot 2 (2006)
- Full Anal Access 6 (2006)
- Fully Loaded 4 (2006)
- Giant Black Greeze Butts 2 (2006)
- Giant Black Greeze Butts 3 (2006)
- H.T.'s Black Street Hookers 79 (2006)
- Horny Black Mothers 3 (2006)
- Hot Latin Pussy Adventures 45 (2006)
- I Like It Black and Deep in My Ass 6 (2006)
- Interracial Lust 4 (2006)
- It's Goin Down (2006)
- Julia Ann: Hardcore (2006)
- Nicole Sheridan Revealed (2006)
- Racial Tension 1 (2006)
- Rawditions 2 (2006)
- Rocks That Ass 25 (2006)
- Semen Sippers 5 (2006)
- Spanish Fly Pussy Search 18 (2006)
- Sticky Pigtails (2006)
- Sugarwalls Black Tales 1 (2006)
- Taylor Wane's Deviant Desires (2006)
- Teenage Spermaholics 5 (2006)
- Tim Von Swine's Pork BBQ (2006)
- Training Academy 1 (2006)
- Training Academy 2 (2006)
- Uninhibited (2006)
- White Crack 4 the Big Black (2006)
- Who's That Girl 1 (2006)
- Asian Extreme 1 (2007)
- Big Black Wet Tits 6 (2007)
- Big Booty Oil Fighting Championship (2007)
- Big Bubble Butt Latin Sluts 3 (2007)
- Big Bubble Butt Latin Sluts 4 (2007)
- Big Butt Latin Maids 1 (2007)
- Big Butt Latin Maids 2 (2007)
- Big Butt Smashdown 10 (2007)
- Big Butt Smashdown 9 (2007)
- Big Latin Wet Butts 6 (2007)
- Big Latin Wet Butts 7 (2007)
- Big Phat Black Wet Butts 11 (2007)
- Big Phat Onion Butts 1 (2007)
- Big Phat Wet Ass Orgy 4 (2007)
- Big Tit Brotha Lovers 10 (2007)
- Big White Butt Lingerie Show (2007)
- Black in the Crack 3 (2007)
- Black Owned 2 (2007)
- Black Power 1 (2007)
- Black Power 2 (2007)
- Black Reign 10 (2007)
- Blue Ribbon Butt Fucks 2 (2007)
- Bodacious Booty 2 (2007)
- Chocolate Dipped Vanilla Whores (2007)
- Cum Drippers 9 (2007)
- Dark Confessions (2007)
- Desperate Blackwives 3 (2007)
- E for Eva (2007)
- Evil Anal 3 (2007)
- Fresh Meat 23 (2007)
- Fresh Meat 24 (2007)
- Fuck It Like It's Hot 3 (2007)
- Fuck It Like It's Hot 4 (2007)
- Giant White Greeze Butts 1 (2007)
- Giant White Greeze Butts 2 (2007)
- Giant White Greeze Butts 3 (2007)
- Gina's Black Attack 2 (2007)
- Handjobs 20 (2007)
- Hit Me with Your Black Cock (2007)
- Horny Black Mothers 4 (2007)
- Horny Black Mothers 5 (2007)
- Horny Black Mothers and Daughters 2 (2007)
- Horny Latin Mothers 1 (2007)
- Horny White Mothers 1 (2007)
- Horny White Mothers 2 (2007)
- Hot Latin Pussy Adventures 47 (2007)
- I Fucked You and Yo Mama 1 (2007)
- I Like It Black and Deep in My Ass 7 (2007)
- It's Too Big 1 (2007)
- Jailbait 4 (2007)
- Keep 'Em Cummin' 2 (2007)
- Kribs (2007)
- Little White Chicks Huge Black Monster Dicks 1 (2007)
- Little White Chicks Huge Black Monster Dicks 2 (2007)
- Mature Brotha Lovers 7 (2007)
- My Girlfriend Squirts 3 (2007)
- N' 2 Deep (2007)
- Nuttin' Butt Tits 'n Ass 1 (2007)
- Orgy World: The Next Level 11 (2007)
- Oriental Orgy World 5 (2007)
- Peep Show 1 (2007)
- Porn Icon: Sean Michaels (2007)
- Porn Star Legends: Lynn LeMay (2007)
- PS I Love You: Pamela's Secret (2007)
- Racial Tension 2 (2007)
- Some Like It Black (2007)
- Spanish Fly Pussy Search 20 (2007)
- Sperm Drains (2007)
- Sure Shot (2007)
- Swedish Erotica 117 (2007)
- Take It Black 5 (2007)
- Teenage Brotha Lovers 9 (2007)
- There Goes the Neighborhood (2007)
- Thick Black Butts Wit Busted Nut 4 (2007)
- Thick Black Teenz 2 (2007)
- This Butt's 4 U 3 (2007)
- Viva La Van (2007)
- Voyeur 33 (2007)
- White Butts Drippin' Chocolate Nuts 7 (2007)
- White Chicks Gettin' Black Balled 20 (2007)
- White Chicks Gettin' Black Balled 21 (2007)
- White Chicks Gettin' Black Balled 22 (2007)
- White Chicks Gettin' Black Balled 23 (2007)
- 50 Year Old Freaks (2008)
- American MILF 2: Enter the Cougar (2008)
- Anal Beach Buns (2008)
- Asian Extreme 2 (2008)
- Asian Fever 36 (2008)
- Ass Trap 1 (2008)
- Battle of the Sluts 2: Katsuni vs Melissa Lauren (2008)
- Big Black Wet Tits 9 (2008)
- Big Butt All Stars: Sophia (2008)
- Big Butt Brotha Lovers 11 (2008)
- Big Chocolate Tits (2008)
- Big Phat Black Wet Butts 13 (2008)
- Big White Bubble Butts 3 (2008)
- Black in My Crack 2 (2008)
- Black Owned 3 (2008)
- Boobaholics Anonymous 4 (2008)
- Booty Call (2008)
- Chocolate Lovin' Teens (2008)
- Dark Meat White Treat 5 (2008)
- Dirty Rotten Mother Fuckers 2 (2008)
- Double Stuffed Creampuffs (2008)
- Eat My Black Meat 11 (2008)
- Eat My Black Meat 12 (2008)
- Eat My Black Meat 13 (2008)
- Elastic Assholes 6 (2008)
- Elastic Assholes 7 (2008)
- Gape Lovers 3 (2008)
- Gigantic Brick-House Butts 6 (2008)
- Hit That Ole Bitch (2008)
- Horny Black Mothers and Daughters 4 (2008)
- Hot Student Obey's The Teacher's Orders (2008)
- I Fucked My Daughter's Best Friend 1 (2008)
- I Fucked My Daughter's Best Friend 2 (2008)
- I Fucked You and Yo Mama 2 (2008)
- I Like It Black and Deep in My Ass 8 (2008)
- Identity (2008)
- It's Too Big 2 (2008)
- Jerkoff Material 1 (2008)
- Jet Fuel (2008)
- Liar's Club (2008)
- Love and Basketball (2008)
- Matt's Models 6 (2008)
- Oops I Swallowed and it Tastes Like Chocolate (2008)
- Peep Show 2 (2008)
- Pound Pussy 1 (2008)
- Pralle Titten (2008)
- Semen Sippers 7 (2008)
- Sex Inferno (2008)
- She Likes a Fist in Her Wet Ass (2008)
- Slutty and Sluttier 5 (2008)
- Sweet as Brown Sugar 1 (2008)
- Take It Black 6 (2008)
- Teenies Do Huge Things (2008)
- Tiffany and Cumpany 2 (2008)
- Titillating Temptations (2008)
- Wedding Bell Blues (2008)
- XOXO Joanna Angel (2008)
- Anal Acrobats 4 (2009)
- Anal Beach Buns 2 (2009)
- Anal Junkies On Cock 1 (2009)
- Barely Legal Jungle Fever 2 (2009)
- Best of Seasoned Players (2009)
- Bet On Black (2009)
- Big Ass Fixation 5 (2009)
- Big Black Sticks In Little White Slits 4 (2009)
- Big Boobs are Cool 3 (2009)
- Black Azz Orgy 6 (2009)
- Black Listed 1 (2009)
- Black Moon Risin 11 (2009)
- Black Reign 15 (2009)
- Black Shack 2 (2009)
- Black Up In Her (2009)
- Black Where You Belong (2009)
- Blame it on Savanna (2009)
- Bobbi Starr and Dana DeArmond's Insatiable Voyage (2009)
- Boobaholics Anonymous 5 (2009)
- Booty Call 7 (2009)
- Bubble Butts Drive Brothas Nutz 4 (2009)
- Butt Dialed (2009)
- Cock Happy 3 (2009)
- Deep Anal Abyss 2 (2009)
- Elastic Assholes 8 (2009)
- Feed The Models 1 (2009)
- Fuck Me Like A Cat (2009)
- Fuck The Club (2009)
- Getting Back On Top Never Felt This Good (2009)
- Hell's Belles (2009)
- House of Ass 11 (2009)
- In the Thick 27 (2009)
- Interracial Cheerleader Orgy (2009)
- Interracial Fuck Sluts 1 (2009)
- It's Big It's Black It's Inside Joanna (2009)
- Jack's Giant Juggs 3 (2009)
- Jerkoff Material 2 (2009)
- Jerkoff Material 3 (2009)
- Jerkoff Material 4 (2009)
- Jet Fuel 2 (2009)
- LA Pink: A XXX Porn Parody (2009)
- Lisa Ann's Hung XXX (2009)
- Lisa Sparxxx's Interracial Conquests (2009)
- Little White Chicks Huge Black Monster Dicks 8 (2009)
- Made in China 1 (2009)
- Make Me Creamy 5 (2009)
- Mature Brotha Lovers 15 (2009)
- MILF It Does A Boner Good (2009)
- Mom's Baking Brownies (2009)
- Muff Buffer (2009)
- My Kinky Valentine (2009)
- Obama Is Nailin Palin (2009)
- Peep Show 3 (2009)
- Peep Show 4 (2009)
- Porn Star Legends: Mimi Miyagi (2009)
- Pretty Sloppy 1 (2009)
- Private Xtreme 44: Put Your Big Black Cock in My Ass (2009)
- Racial Profiling 1 (2009)
- Racially Motivated 1 (2009)
- Registered Nurse 2 (2009)
- Seasoned Players 10 (2009)
- Seasoned Players 11 (2009)
- Seasoned Players Meets Asseaters Unanimous (2009)
- Semen Sippers Orgies and Gangbangs (2009)
- Sexual Blacktivity 1 (2009)
- Souled Out 4 (2009)
- Succubus of the Rouge (2009)
- Superwhores 14 (2009)
- Teenage Spermaholics 6 (2009)
- Titty Sweat 1 (2009)
- Vegan My Dick Bitch (2009)
- Without Restraint (2009)
- 11th Hole (2010)
- 2 Big Two Black for Her White Crack 2 (2010)
- All-Star Overdose (2010)
- Anal Acrobats 5 (2010)
- Anal Buffet 4 (2010)
- Anal Junkies On Cock 2 (2010)
- Anal Stretchers (2010)
- Angels of Debauchery 8 (2010)
- Bangover (2010)
- Big Ass Fixation 6 (2010)
- Big Black Sticks In Little White Slits 5 (2010)
- Big Booty Trick Hunt 5 (2010)
- Big Dick Gloryholes 6 (2010)
- Black Ass Fixation 2 (2010)
- Black Ass Fixation 3 (2010)
- Black Cock Addiction 8 (2010)
- Black Cock Worship 5 (2010)
- Black Listed 2 (2010)
- Blacks On Blondes: Clara Beau (2010)
- Blacks On Blondes: Jessi Palmer (2010)
- Blacks on Cougars 6 (2010)
- Boob Bangers 7 (2010)
- Booty Clappin' (2010)
- Bottom Line 1 (2010)
- Bottom Line 2 (2010)
- Brazzers Presents: The Parodies 1 (2010)
- Bribing The Law (2010)
- Buttman's Evil Live (2010)
- Cheaters Retreat 1 (2010)
- Cougar Landlord (2010)
- Cougar on the Prowl 1 (2010)
- Cream in My Teen 1 (2010)
- Cream on My Black Pop 3 (2010)
- Dark Meat Lovers 4 (2010)
- Deep Anal Abyss 3 (2010)
- Evil Cuckold 1 (2010)
- F for Francesca (2010)
- Face Fucking Inc. 8 (2010)
- Face Fucking Inc. 9 (2010)
- Family Secrets: Tales of Victorian Lust (2010)
- Friends Don't Let Friends Fuck Alone 2 (2010)
- Gape Lovers 5 (2010)
- Girls Of Red Light District: Courtney Cummz (2010)
- Harder (2010)
- Hit Me With Your Black Cock 2 (2010)
- Hollywood's Nailin Palin (2010)
- Hose Hoes 1 (2010)
- Hose Hoes 2 (2010)
- Interracial Anal Love 6 (2010)
- Interracial Gloryhole Initiations 5 (2010)
- Invasian 4 (2010)
- Jerkoff Material 5 (2010)
- Made in China 2 (2010)
- Masters of Reality Porn 6 (2010)
- Mom's Cuckold 4 (2010)
- Naughty Country Girls 2 (2010)
- No Panties Allowed 2 (2010)
- OMG It's Huge 2 (2010)
- Once You Go Black 5 (2010)
- Oriental Chicks Crave Chocolate Dicks 3 (2010)
- Oriental Chicks Crave Chocolate Dicks 4 (2010)
- Playgirl's Hottest Interracial 1 (2010)
- Pretty Sloppy 3 (2010)
- Racially Motivated 2 (2010)
- Seasoned Players 12 (2010)
- Seasoned Players 13 (2010)
- Sex Shop (2010)
- Sexual Blacktivity 2 (2010)
- Super Size My Snatch 6 (2010)
- Threesomes (2010)
- Too Big for Teens 5 (2010)
- Tori Black Superstar (2010)
- Tristan Taormino's Expert Guide to Female Orgasms (2010)
- Two Big Black and on the Attack 3 (2010)
- Unseasoned Players 2 (2010)
- Unseasoned Players 3 (2010)
- Watching My Mommy Go Black 1 (2010)
- Watching My Mommy Go Black 5 (2010)
- White Chicks Gettin' Black Balled 27 (2010)
- Anal Acrobats 7 (2011)
- Anal Buffet 7 (2011)
- Asian Brotha Lovers 8 (2011)
- Big Black Beef Stretches Little Pink Meat 7 (2011)
- Big Butt All Stars: JJ Cruz (2011)
- Black Cock Addiction 9 (2011)
- Black Cock Worship 6 (2011)
- Black Shack 4 (2011)
- Boobaholics Anonymous 7 (2011)
- Captain America XXX: An Extreme Comixxx Parody (2011)
- Cheaters Retreat 2 (2011)
- Cover Girls (2011)
- Creampie Cuckolds (2011)
- Cuckold Sessions 9 (2011)
- Dad's Gonna Be Mad (2011)
- Deep Anal Abyss 4 (2011)
- Dirty Dog Slater (2011)
- Evil Cuckold 2 (2011)
- Evil Cuckold 3 (2011)
- Frankencock 2 (2011)
- Gape Lovers 7 (2011)
- Girlfriend's Revenge 1 (2011)
- Head Clinic 12 (2011)
- Holy Fuck It's Huge 7 (2011)
- Hot For Teacher (2011)
- I'm Craving Black Cock (2011)
- Interracial Candy Stripers (2011)
- Interracial Fuck Sluts 2 (2011)
- Jerkoff Material 7 (2011)
- Jessie Lee Goes to College (2011)
- Latinas Love Caliente Creampies 4 (2011)
- Mom's Cuckold 5 (2011)
- Oh No, It's Too Big (2011)
- OMG Jamie Elle (2011)
- Orgy: The XXX Championship 1 (2011)
- Oriental Chicks Crave Chocolate Dicks 5 (2011)
- Racially Motivated 3 (2011)
- Real Porn Stars of Chatsworth (2011)
- Sean Michael's Daddy Knows Best 1 (2011)
- Taxi Driver: A XXX Parody (2011)
- This Ain't Conan The Barbarian XXX (2011)
- Two Big Black and on the Attack 5 (2011)
- White Wife Black Cock 9 (2011)
- Wife Switch 12 (2011)
- Alexis Texas and Big Butt Friends (2012)
- Asian Fixation 2 (2012)
- Barefoot Confidential 74 (2012)
- Big Black Beef Stretches Little Pink Meat 8 (2012)
- Big Bodacious Knockers 8 (2012)
- Big Butt All Stars: Bexxy (2012)
- Big Butt Cream Teens (2012)
- Big Tit Cheerleaders (2012)
- Black Ass Association (2012)
- Black Diamonds 1 (2012)
- Boobaholics Anonymous 8 (2012)
- Butt Sex Blogger (2012)
- Cougars Wit Ass (2012)
- Cuckold Sessions 12 (2012)
- Cuckold Sessions 13 (2012)
- Cum Eaters (2012)
- Cum Eating Cuckolds 18 (2012)
- Cum Eating Cuckolds 20 (2012)
- Dark Latin Butts (2012)
- Dark Meat Lovers 5 (2012)
- Diesel Dongs 23 (2012)
- Diesel Dongs 24 (2012)
- Diesel Dongs 25 (2012)
- Diesel Dongs 26 (2012)
- Dirty White Pussys (2012)
- Do You Like Thai (2012)
- DP Overdose (2012)
- Dude, I Banged Your Mother 6 (2012)
- Ebony Internal 4 (2012)
- Elastic Assholes 10 (2012)
- Evil BBW Gold 1 (2012)
- Evil Cuckold 4 (2012)
- Evil Cuckold 5 (2012)
- Evil Cuckold 6 (2012)
- Hos Hos Hos 2 (2012)
- I Like Em White 6 (2012)
- I Was Tight Yesterday 11 (2012)
- Inter-racial Payload 3 (2012)
- International School Girls (2012)
- Interracial Cougars 2 (2012)
- Interracial Gloryhole Initiations 11 (2012)
- Interracial Pickups 6 (2012)
- Interracial Pickups 7 (2012)
- Interracial Pickups 9 (2012)
- Jerkoff Material 8 (2012)
- Let's Start The Real Party (2012)
- Massive Milk Juggs (2012)
- Mom's Cuckold 11 (2012)
- Mom's Cuckold 8 (2012)
- Mom's Cuckold 9 (2012)
- Monsters of Cock 34 (2012)
- Monsters of Cock 35 (2012)
- Monsters of Cock 36 (2012)
- Naturally Busty (2012)
- Next Level Platinum Orgies (2012)
- Nina Loves Ron (2012)
- No Cum Dodging Allowed 12 (2012)
- No White Meat Allowed (2012)
- Oh No! There's a Black Cock in My Daughter's Ass (2012)
- Oiled Black Ass Overload (2012)
- OMG White Booty (2012)
- Pax Penny Monster Cock (2012)
- Petite Chicks Stretched by Black Monster Dicks (2012)
- Petite Chicks Stretched by Black Monster Dicks 2 (2012)
- Racially Motivated 4 (2012)
- School of Black Cock (2012)
- Sean Michael's Daddy Knows Best 2 (2012)
- Sean Michaels' the Black Pack (2012)
- She Can Take All 13 Inches (2012)
- Spinners (2012)
- Teacher's Pet 4 (2012)
- Tiffany Mynx and Big Butt Friends (2012)
- True History of Fashion Sluts (2012)
- When Black Attacks Classic Broads (2012)
- World's Biggest Tits (2012)
- Worship Thy Big Booty (2012)
- Anal Buffet 8 (2013)
- Anal Flashback (2013)
- Anals of Parody (2013)
- Back in Black (2013)
- Back In Black 2 (2013)
- Big Black Beef Stretches Little Pink Meat 9 (2013)
- Big Cocks Go Deep 2 (2013)
- Big Tit Fanatic 3 (2013)
- Big Tits at School 18 (2013)
- Black Cock For The White MILF (2013)
- Black Cock White Twat (2013)
- Black Cock Worship 7 (2013)
- Black Diamonds 2 (2013)
- Black Listed Brunettes (2013)
- Bruce Lee XXX: A Porn Parody (2013)
- Can't Be Martin: It's a XXX Parody (2013)
- Chanel Preston Gets A Creampie From A Big Black Dick (2013)
- Chocolate Fever 2 (2013)
- Cougar's Claws (2013)
- Cream on my Black Pop 9 (2013)
- Crowd Control 2 (2013)
- Cuck 'Em All (2013)
- Cum Eating Cuckolds 21 (2013)
- Cum Eating Cuckolds 22 (2013)
- Cute Blond Molly Rae Gets Fucked By Sean Michaels' Black Shaft (2013)
- Dark Meat Lovers 6 (2013)
- Dark Meat Rises (2013)
- Deep Anal Abyss 5 (2013)
- Deep DP for Dessert (2013)
- Diesel Dongs 27 (2013)
- Diesel Dongs 28 (2013)
- Diesel Dongs 29 (2013)
- Double Black Penetration (2013)
- Elastic Assholes 11 (2013)
- Evil BBW Gold 2 (2013)
- Face Down, Ass Up (2013)
- Hot White Mommies (2013)
- I'm Black, You're White... Let's Fuck (2013)
- Interracial Anal MILFs (2013)
- Interracial Internal 2 (2013)
- Intimate Encounters 4 (2013)
- James Deen Will Cuckold You (2013)
- Mama Fucked A Black Man 3 (2013)
- MILFs Like it Black 15 (2013)
- Mom's Cuckold 13 (2013)
- Monsters of Cock 37 (2013)
- Monsters of Cock 38 (2013)
- Monsters of Cock 39 (2013)
- Monsters of Cock 40 (2013)
- Monsters of Cock 41 (2013)
- My New Black Stepdaddy 13 (2013)
- My New Black Stepdaddy 14 (2013)
- My New Black Stepdaddy 15 (2013)
- My Stepbrother Has a Huge Black Cock (2013)
- Naughty Bookworms 30 (2013)
- Nice Girls Love Black Dick (2013)
- Nikki Daniels Loves Big Dicks (2013)
- Orgy Masters 2 (2013)
- P.A.W.G - Phat Ass White Girls - Butt Fuckers (2013)
- Petite Chicks Stretched by Black Monster Dicks 3 (2013)
- Porn-Star Gets Fucked By A Big Black Cock (2013)
- Race Relations (2013)
- Racially Motivated 5 (2013)
- Sean Michael's Daddy Knows Best 3 (2013)
- Simone Sonay Interracial Exploits (2013)
- Sinister MILFs 4 (2013)
- Sinister MILFs 9 (2013)
- Slayin' Asians (2013)
- Sofie's First Big Black Dick (2013)
- Trading Races (2013)
- Trinity St Clair Takes on Sean Michaels (2013)
- Up That White Ass 4 (2013)
- Virgin Bike Tales (2013)
- White Chicks And Big Black Dicks (2013)
- Amateur Pounded Balls Deep (2014)
- Anal Apple Booty (2014)
- Anal Buffet 9 (2014)
- Anal Overload 2 (2014)
- Bang Bros 18 4 (2014)
- Bangbros 18 4 (2014)
- Barefoot Confidential 79 (2014)
- Become A Sister By Taking This Brother (2014)
- Big Black Onion Booty (2014)
- Big Butt Black Girls On Bikes 5 (2014)
- Big Tit Creampie 27 (2014)
- Big Tits And Black Dick (2014)
- Big White Ass Gets Some Black Dick (2014)
- Black Cock Virgins 4 (2014)
- Blacked Out 1 (2014)
- Blacked Out 2 (2014)
- Blacks On Blondes: Alice Green (2014)
- Blacks On Blondes: Janet Mason 4 (2014)
- Bone Appetite (2014)
- Complete Mommy X-Perience (2014)
- Cream Dreams 2 (2014)
- Cuckold Sessions 16 (2014)
- Cum On Marica Hase's Pretty Face (2014)
- Cum On The Cougar (2014)
- Daddy Knows Better (2014)
- Dark Matter (2014)
- Diesel Dongs 32 (2014)
- Elastic Assholes 12 (2014)
- Fear Of A Black Penis (2014)
- Getn' Me Some White Ass (2014)
- Hair There and Everywhere (2014)
- Happy Ending Handjobs 8 (2014)
- Huge All Natural Big Tits (2014)
- I Scream Girls.Com (2014)
- I Was Tight Yesterday 12 (2014)
- In The Pink (2014)
- India Summer Loves Big Black Dicks (2014)
- Interracial Creampie Cuties 4 (2014)
- Interracial Ecstasy (2014)
- Interracial Fantasies (2014)
- Interracial Fantasy (2014)
- Interracial Intercourse (2014)
- Jerk Me Off (2014)
- Jerkoff Material 10 (2014)
- Jessica Drake's Guide to Wicked Sex: Satisfy Her Like a Legend (2014)
- Kagney Linn Massively Dicked Down (2014)
- Legendary Players: Seasoned to Perfection (2014)
- Lisa Ann and Friends Love Dark Meat (2014)
- MILFs Like It Black 21 (2014)
- Mom's Cuckold 14 (2014)
- Mom's Cuckold 15 (2014)
- Monsters of Cock 43 (2014)
- Monsters Of Cock 45 (2014)
- Mr. Anal 10 (2014)
- Muthas and Brothas Orgy (2014)
- My Black Stepdaddy Disciplined Me Now My Pussy Is Sore (2014)
- My Face (2014)
- My New Black Stepdaddy 18 (2014)
- My Stepbrother Has a Huge Black Cock 2 (2014)
- My Wife's First Cuckold (2014)
- Nasty White Girls (2014)
- Nikki Benz: Jungle Fever (2014)
- One's Not Enough (2014)
- Payment In Pussy (2014)
- Peep Show 5 (2014)
- Perfect Round White Ass Takes Black Dick (2014)
- Petite Black Chick Fucked (2014)
- Porn Royalty: Nina Hartley (2014)
- Pretty Petite (2014)
- Pussy Acrobats (2014)
- Race Relations 8 (2014)
- Teens Gone Black 2 (2014)
- Tight Pink Pussy Pounded Hardcore (2014)
- Uh Oh, That's My Cheerio (2014)
- White Cherries (2014)
- Adriana's a Slut (2015)
- Anal Acrobats 9 (2015)
- Anal Buffet 10 (2015)
- Anal Buffet 11 (2015)
- Anal Warriors 2 (2015)
- Ava's All In (2015)
- Ayumi Shinoda VS The World's Largest Black Megadicks (2015)
- Barefoot Confidential 83 (2015)
- Barefoot Confidential 84 (2015)
- Barefoot Confidential 87 (2015)
- Big Tit Overload (2015)
- Big Tits Round Asses 38 (2015)
- Black Cock Justice (2015)
- Black Cocks Matter (2015)
- Blacked Out 3 (2015)
- Blacked Out 4 (2015)
- Blacks On Blondes: Cherie DeVille 2 (2015)
- Blacks On Blondes: Christie Stevens 2 (2015)
- Blacks On Blondes: Jasmine Jae (2015)
- Blacks on Teens (2015)
- Blondes Prefer Blacks 1 (2015)
- Brown Bunnies 15 (2015)
- Cheating Wife Loves Black Cock (2015)
- Darker Shade (2015)
- Gape Lovers 9 (2015)
- Gift (2015)
- Her Black Lover (2015)
- Interracial Ass Bangers (2015)
- Interracial Stepdaughter Cuckold (2015)
- Jerkoff Material 12 (2015)
- Let's Have A Closer Look (2015)
- MILFs Like It Black 23 (2015)
- Mom's Cuckold 17 (2015)
- Mom's Cuckold 18 (2015)
- Mom's Cuckold 19 (2015)
- Monsters of Cock 51 (2015)
- Muthas and Brothas Orgy 2 (2015)
- My Ass (2015)
- My Ass 2 (2015)
- My Baby Got Back New Skool Boo-Tay (2015)
- My Black Boss 2 (2015)
- My Black Brother (2015)
- My First Interracial Gangbang (2015)
- My Hotwife's Black Bull 1 (2015)
- My Hotwife's First Interracial (2015)
- My Wife's Darkest Fantasy (2015)
- Nina Elle is the ArchAngel (2015)
- Once You Go Black... Will It Fit (2015)
- Oral Obsessions: Cocksucking Fanatics (2015)
- Perfect Date (II) (2015)
- Perfect White Girl Ass For Black Dick (2015)
- Pornstars Like It Black (2015)
- Pretty Sloppy 6 (2015)
- Racially Motivated 6 (2015)
- Redneck Girls: Trailer Trash Hoes (2015)
- Ryan Conner in Blacks On Cougars (2015)
- Shade X (2015)
- Straight Outta Chatsworth (2015)
- This Ain't American Horror Story XXX: This is a Parody (2015)
- True Lust (2015)
- Ultimate Blondes (2015)
- White Wife Black Lover (2015)
- Wife Breeders (2015)
- Adriana Chechik Is Evil (2016)
- Affirmative Action (2016)
- American Daydreams 21315 (2016)
- Anal Pervs (2016)
- Anikka's Cuckold POV (2016)
- Ashley Fires is the ArchAngel (2016)
- Babysitter Likes 'em Black (2016)
- Big Tits Round Asses 42 (2016)
- Big White Tits and Large Black Dicks 5 (2016)
- Black Babysitters 2 (2016)
- Black Cocks Matter 2 (2016)
- Black in White (2016)
- Black In White 2 (2016)
- Black Out 2 (2016)
- Black Owned 8 (2016)
- Black Snake Love (2016)
- Blacked Out 5 (2016)
- Blackfuck (2016)
- Blacks On Blondes: Kagney Linn Karter 2 (2016)
- Blacks on Cougars 14 (2016)
- Blondes Prefer Blacks 2 (2016)
- Booty Queen 2 (2016)
- Brown Bunnies 16 (2016)
- Brown Bunnies 17 (2016)
- Brunette Babe Takes Trio of BBCs (2016)
- Busty Interracial (2016)
- Cuckold Bitch (2016)
- Cuckold Sessions 23 (2016)
- Cuckold Sessions: Melissa Moore (2016)
- Cum Eating Cuckolds 24 (2016)
- Daddy and Me (2016)
- Dakota Goes Nuts (2016)
- Double Black Penetration 3 (2016)
- DP Virgins (2016)
- Fear of a Black Penis 3 (2016)
- Gangbang Her Little White Thang 18 (2016)
- Horny Little Sister (2016)
- I Banged My Best Friend's Dad (2016)
- I Watch Black Men Fuck My Wife's Asshole (2016)
- Interracial Anal MILFs (2016)
- Interracial Cougar Cuckold 3 (2016)
- Interracial Stepdaughter Cuckold 2 (2016)
- Interracial Stepdaughter Cuckold 3 (2016)
- Milf Squad Vegas: You're Off The Case Ferrera (2016)
- Mom's Cuckold 20 (2016)
- Monster Cock Makes That White Girl Pussy Cream (2016)
- Muthas and Brothas Orgy 3 (2016)
- My Black Boss 3 (2016)
- My First Black Gang Bang (2016)
- My Hotwife's Black Bull 2 (2016)
- My Sister's First Gangbang (2016)
- My Wife's First Cuckold 2 (2016)
- Once You Go Black: Black Poles, Teen Holes (2016)
- Once You Go Black: Don't Tell Daddy (2016)
- Perv City's Beauty Queens (2016)
- Race Relations 9 (2016)
- Sean Tries Nuru (2016)
- St. Patty's Pounding (2016)
- Teach Me Anal Daddy (2016)
- Too Small For Black Cock (2016)
- Ultimate Blondes 2 (2016)
- Vag-itarian (2016)

### Regista
- 2 Of A Kind (1991)
- Adventures of Mr. Tootsie Pole 1 (1992)
- Adventures of Mr. Tootsie Pole 2 (1992)
- Anal Beauties (1992)
- Anal International (1992)
- Ass Capades (1992)
- Ass Lickers (1992)
- Ass Lickers 2 (1992)
- Ass Lickers 3 (1992)
- Ass Lickers 4 (1992)
- Ass Lickers 5 (1992)
- Bad Girls 1 (1992)
- Big White Butt Lingerie Show (1992)
- Black 'n Blonde Sex Acts 1 (1992)
- Black and the Blonde 1 (1992)
- Black and the Blonde 2 (1993)
- Black and the Blonde 3 (1993)
- Black Avenger 2 (1993)
- Black Avenger 3 (1993)
- Black Ballin' (1993)
- Black Buttman 1 (1993)
- Black Buttnicks (1993)
- Black Diamonds 1 (1993)
- Black Diamonds 2 (1993)
- Black Dick in Me POV 1 (1993)
- Black Dick in Me POV 2 (1993)
- Black Dick in Me POV 3 (1993)
- Black Dick in Me POV 4 (1993)
- Black in the Blondes 1 (1993)
- Black in the Blondes 2 (1993)
- Black in the Blondes 3 (1993)
- Black in the Crack Black in the Back 1 (1993)
- Black Jack City 2 (1993)
- Black Poles Cumming in White Holes (1994)
- Black Velvet 3 (1994)
- Blown Away 1 (1994)
- Blues (1994)
- Blues 2 (1994)
- Body of Innocence (1994)
- Bottom Line 1 (1994)
- Bottom Line 2 (1994)
- Brooklyn Nights (1994)
- Brother Act (1994)
- Brothers Bangin (1994)
- Buck The Real Wild Wild West (1994)
- Butt Lick'in Sweethearts 1 (1994)
- Butt's Up Doc 3 (1994)
- Butts Afire (1995)
- Buttwiser (1995)
- Chill'in Wit the Mack 1 (1995)
- Chill'in Wit The Mack 2 (1995)
- Chill'in Wit The Mack 3 (1995)
- Chill'in Wit the Mack 4 (1995)
- Chillin' Wit The Mack 5 (1995)
- Chillin' Wit The Mack 6 (1995)
- Chillin' Wit The Mack 7 (1995)
- Daddy Knows Better (1995)
- Dark Room (1995)
- Defying The Odds (1995)
- Dick At Nite (1996)
- Dinner Party At Six (1996)
- Dr. Freckle And Mr. Jive (1996)
- Ebony Erotica 1 (1996)
- Ebony Erotica 2 (1996)
- Ebony Erotica 3 (1996)
- Ebony Erotica 4 (1996)
- Ebony Erotica 5 (1996)
- Ebony Erotica 6 (1997)
- Erotic City 1 (1997)
- Erotic City 2 (1997)
- Erotic City 3 (1997)
- Erotic City 4 (1997)
- Erotic City 5 (1998)
- Erotic City 6 (1998)
- Erotica (1998)
- Evil Cuckold 1 (1998)
- Evil Cuckold 2 (1998)
- Evil Cuckold 3 (1998)
- Evil Cuckold 4 (1998)
- Evil Cuckold 5 (1998)
- Evil Cuckold 6 (1998)
- Fitness Sluts 1 (1998)
- From a Whisper to a Scream (1999)
- Full Blown (1999)
- Girls Gone Bad 7 (1999)
- Girlz n the Hood 1 (1999)
- Girlz n the Hood 2 (1999)
- Good Girls Gone Black 1 (1999)
- Good Girls Gone Black 2 (1999)
- Good Girls Gone Black 3 (1999)
- Hand Solo (1999)
- Horny Latin Mothers 1 (1999)
- Horny White Mothers 1 (1999)
- Horny White Mothers 2 (1999)
- Hose Hoes 1 (1999)
- Hose Hoes 2 (1999)
- Hot Ass Latinas 1 (1999)
- Hot Ass Latinas 2 (2000)
- Hot Ass Latinas 3 (2000)
- Hot Ass Latinas 4 (2000)
- In Loving Color 1 (2000)
- In Loving Color 2 (2000)
- In Loving Color 3 (2000)
- Interracial Anal MILFs (2000)
- Interracial Candy Stripers (2000)
- Jam (2000)
- Just a Gigolo (2000)
- Lana Exposed (2000)
- Legendary Players: Seasoned to Perfection (2000)
- Lick Me 1 (2000)
- Lick Me 2 (2000)
- Macin' (2000)
- Macin' 2: Macadocious (2000)
- Man Who Loves Women (2000)
- More Than a Whore (2000)
- My Baby Got Back 4 (2000)
- My Baby Got Back 5 (2000)
- My Baby Got Back 6 (2000)
- My Wife's First Cuckold (2000)
- N.B.A. Nuttin' Butt Ass (2000)
- Natural Beauties 1 (2000)
- Natural Beauties 2 (2001)
- Naughty Wives Club 1 (2001)
- Naughty Wives Club 10 (2001)
- Naughty Wives Club 11 (2001)
- Naughty Wives Club 2 (2001)
- Naughty Wives Club 3 (2001)
- Naughty Wives Club 4 (2001)
- Naughty Wives Club 5 (2001)
- Naughty Wives Club 6 (2001)
- Naughty Wives Club 7 (2001)
- Naughty Wives Club 8 (2002)
- Naughty Wives Club 9 (2002)
- New Adventures of Mr. Tootsie Pole 1: Cock Suckers Club (2002)
- New Adventures of Mr. Tootsie Pole 2: Menage a Pole (2002)
- New Adventures of Mr. Tootsie Pole 3: Boner Bizarre (2002)
- New Adventures of Mr. Tootsie Pole 4: Cock Slurper Party (2002)
- New Adventures of Mr. Tootsie Pole 5: Fuck Fest (2002)
- New Adventures of Mr. Tootsie Pole 6: Pussy Chompers (2002)
- Night Creatures (2002)
- Panty Snatchers (2002)
- Photo Opportunity (2002)
- Private Sessions 1 (2002)
- Put 'em On Da Glass (2002)
- Rocks That Ass 1 (2002)
- Rocks That Ass 10: For Your Ass Only (2002)
- Rocks That Ass 11: Have a Freak and a Smile (2002)
- Rocks That Ass 12: Golden Ass (2002)
- Rocks That Ass 13: Freak That Ass (2002)
- Rocks That Ass 14: Thunderballs (2002)
- Rocks That Ass 15: Special Ass-ignment (2002)
- Rocks That Ass 16: License to Drill (2002)
- Rocks That Ass 17 (2002)
- Rocks That Ass 18 (2002)
- Rocks That Ass 19: Cumming of Violet Blue (2002)
- Rocks That Ass 2 (2002)
- Rocks That Ass 20: Spy Who Rocked My Ass (2002)
- Rocks That Ass 21: Asses Are Forever (2002)
- Rocks that Ass 22: Work that Ass (2003)
- Rocks That Ass 23: Return of Sean Bond (2003)
- Rocks That Ass 24 (2003)
- Rocks That Ass 25 (2003)
- Rocks That Ass 3 (2003)
- Rocks That Ass 4 (2003)
- Rocks That Ass 5 (2003)
- Rocks That Ass 6: Octoberpussy (2003)
- Rocks That Ass 7 (2003)
- Rocks That Ass 8: Cold Finger (2003)
- Rocks That Ass 9: Mack My Ass Up (2003)
- Sean Michael's Daddy Knows Best 1 (2003)
- Sean Michael's Daddy Knows Best 2 (2003)
- Sean Michael's Daddy Knows Best 3 (2003)
- Sean Michaels' On The Road 1 (2003)
- Sean Michaels' On The Road 10 (2004)
- Sean Michaels' On The Road 2 (2004)
- Sean Michaels' On the Road 3 (2004)
- Sean Michaels' On The Road 4 (2004)
- Sean Michaels' On The Road 5 (2004)
- Sean Michaels' On The Road 6 (2004)
- Sean Michaels' On The Road 7 (2004)
- Sean Michaels' On The Road 8 (2004)
- Sean Michaels' On The Road 9 (2004)
- Sean Michaels' POV 1 (2004)
- Sean Michaels' POV 2 (2004)
- Sean Michaels' the Black Pack (2004)
- Sean Michaels: Sex Machine (2005)
- Sex In Black And White (2005)
- Sherlock Homie (2005)
- Sista 2 (2005)
- Special Auditions 1 (2005)
- Special Auditions 2 (2005)
- Special Auditions 3 (2005)
- Special Auditions 4 (2005)
- Special Auditions 5 (2005)
- Training Academy 1 (2005)
- Training Academy 2 (2005)
- Up Your Ass 1 (2005)
- Up Your Ass 10 (2005)
- Up Your Ass 11 (2005)
- Up Your Ass 2 (2006)
- Up Your Ass 3 (2006)
- Up Your Ass 4 (2006)
- Up Your Ass 5 (2006)
- Up Your Ass 6 (2006)
- Up Your Ass 7 (2007)
- Up Your Ass 8 (2007)
- Up Your Ass 9 (2007)
- We Go Deep 1 (2007)
- We Go Deep 10 (2010)
- We Go Deep 11 (2010)
- We Go Deep 12 (2010)
- We Go Deep 13 (2010)
- We Go Deep 14 (2010)
- We Go Deep 15 (2011)
- We Go Deep 16 (2011)
- We Go Deep 17 (2011)
- We Go Deep 18 (2011)
- We Go Deep 19 (2012)
- We Go Deep 2 (2012)
- We Go Deep 3 (2012)
- We Go Deep 4 (2012)
- We Go Deep 5 (2012)
- We Go Deep 6 (2012)
- We Go Deep 7 (2013)
- We Go Deep 8 (2013)
- We Go Deep 9 (2013)
- Women of Color 1 (2014)
- Women of Color 2 (2014)
- You Go Girl (2014)